# Médaille de la Ville de Paris

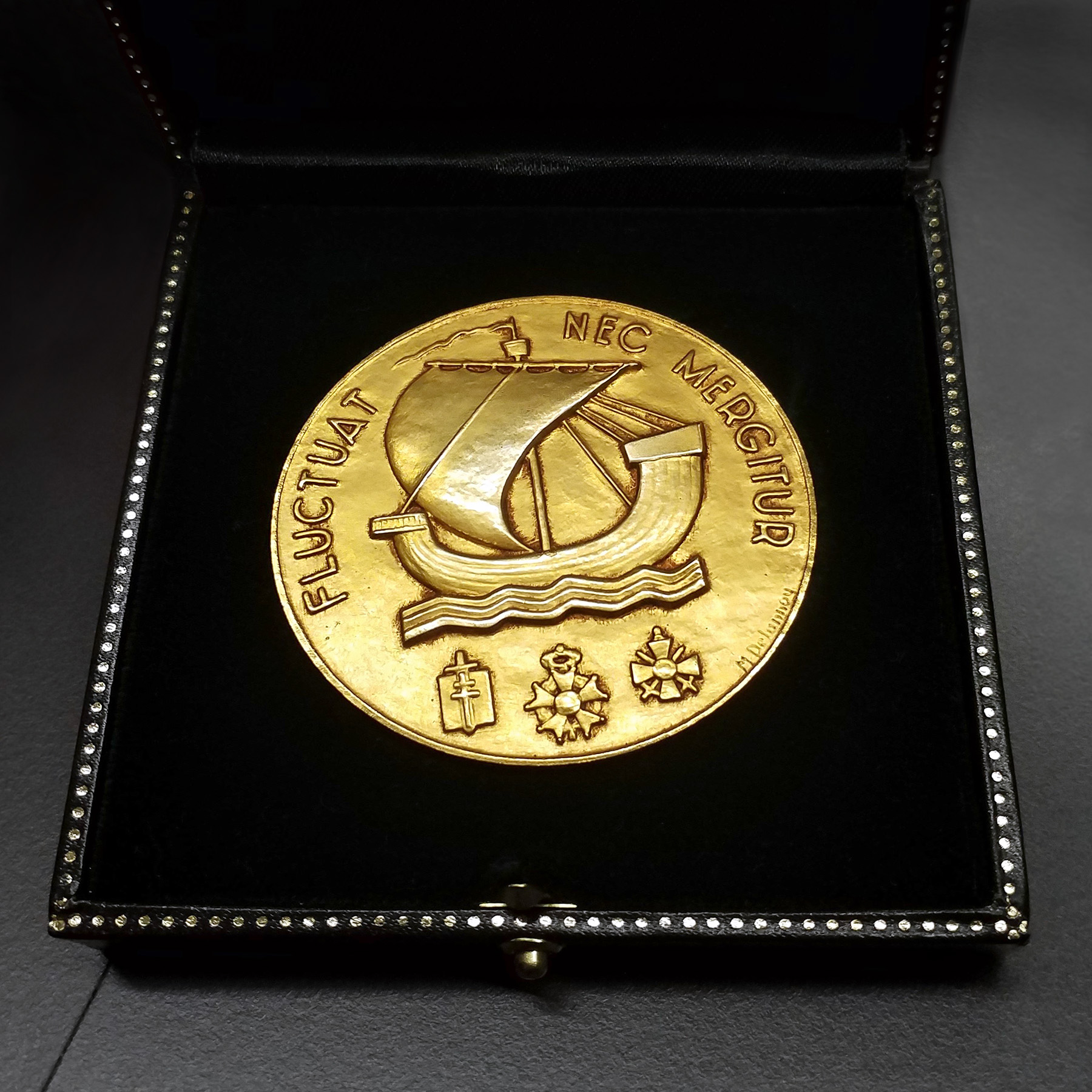
Médaille de la Ville de Paris

Die Médaille de la Ville de Paris ist eine Auszeichnung, die seit 1911 vom Bürgermeister von Paris verliehen wird auf Vorschlag von Mitgliedern des Pariser Stadtrates oder von Verbänden. Es gibt sie in vier Stufen: Bronze, argent ‚Silber‘, Grand argent und Grand vermeil ‚Silbergold‘. Geehrt werden Menschen, die eine bemerkenswerte Leistung in Bezug auf die Hauptstadt erbracht haben. Daneben wird sie auch an hundertjährige Bürger von Paris vergeben und an Paare, die ein Ehejubiläum (Goldene Hochzeit und länger) begehen.

## Preisträger (Auswahl)
| Preisträger | Jahr der Verleihung | Art der Medaille |
| --- | ------------------- | ---------------- |
| Mahmoud Abbar (* 1935) | 2015                |                  |
| Roberto Alagna (* 1963) | 2001                |                  |
| Maurice Allais (1911–2010) | 1989                |                  |
| Animafac (1996) |                     |                  |
| Françoise Adnete (1924–2014) |                     |                  |
| Association pour la reconnaissance des droits des personnes homosexuelles et transsexuelles à l’immigration et au séjour (1989) |                     |                  |
| Bernard Aubertin (1934–2015) | 2005                |                  |
| Edmond Audemars (1882–1970) | 1963                |                  |
| Gabriel Bacquier (1924–2020) | 1975                |                  |
| Brigitte Bardot (* 1934) | 1994                |                  |
| Françoise Barré-Sinoussi (* 1947)                                                                                               | 2008                |                  |
| Cecilia Bartoli (* 1946) | 2010                |                  |
| Claude Bessy (* 1932) | 1989                |                  |
| Pierre Bourgeois (1898–1976) |                     |                  |
| Bourvil (1917–1970) | 1953                |                  |
| Georges Brassens (1921–1981) | 1975                |                  |
| Brigade de sapeurs-pompiers de Paris (1793)                                                                                     | 2015                |                  |
| Pierre Brunet (1902–1991) | 1932                |                  |
| Leslie Caron (* 1931) | 2012                |                  |
| Barbara Cartland (1901–2000) | 1988                |                  |
| Gisèle Casadesus (1914–2017) | 2014                |                  |
| Neus Català i Pallejà (1915–2019)                                                                                               | 2019                |                  |
| Alain Chamfort (* 1949) |                     |                  |
| Henry Chapier (1933–2019) | 2013                |                  |
| France Clidat (1932–2012) |                     |                  |
| Charles Compagnon (* 1981) |                     |                  |
| Paolo Conte (* 1937) | 2011                |                  |
| Bruno Cuche (* 1948) |                     |                  |
| Dalida (1933–1987) |                     |                  |
| Gérard Darmon (* 1948) |                     |                  |
| Victor Desarzens (1908–1986) | 1963                |                  |
| Lorànt Deutsch (* 1975) | 2010                |                  |
| Michel Drucker (* 1942) | 1979                |                  |
| Can Dündar (* 1961) |                     |                  |
| Josy Eisenberg (1933–2017) | 1993                |                  |
| Alber Elbaz(1961–2021) | 2009                |                  |
| Habib Essid (* 1949) | 2016                |                  |
| Asghar Farhadi (* 1972) | 2013                |                  |
| Hubert Faure (1914–2021) |                     |                  |
| David Feuerwerker (1912–1980)                                                                                                   |                     |                  |
| Jane Fonda (* 1937) | 2010                |                  |
| Brigitte Fontaine (* 1939) | 2012                |                  |
| Louis de Funès (1914–1983) |                     |                  |
| Michel Galabru (1922–2016) | 2011                |                  |
| Mamoudou Gassama (* 1996) | 2018                |                  |
| Jean-Claude Gaudin (1939–2024)                                                                                                  |                     |                  |
| Juliette Gréco (1927–2020) | 2012                |                  |
| Johnny Hallyday (1943–2017) | 1985                |                  |
| Zlatan Ibrahimović (* 1981) | 2016                |                  |
| Michael Jackson (1958–2009) | 1988                |                  |
| Andrée Joly (1901–1993) | 1932                |                  |
| Antoine Kaburahe (* 1966) | 2016                |                  |
| Adolfo Kaminsky (1925–2023) |                     |                  |
| Kihachirō Kawamoto (1925–2010)                                                                                                  | 2003                |                  |
| Claude Kelman (1907–1996) | 1983                |                  |
| Liliane Klein-Lieber (1924–2020)                                                                                                |                     |                  |
| Maurice Kriegel-Valrimont (1914–2006)                                                                                           |                     |                  |
| Inès de la Fressange (* 1957)                                                                                                   | 2010                |                  |
| Karl Lagerfeld (1933–2019) | 2017                |                  |
| Robert Lamoureux (1920–2011) | 2009                |                  |
| Noël Lee (1924–2013) |                     |                  |
| Michel Legrand (1932–2019) | 2016                |                  |
| Eugène Leliepvre (1908–2013) |                     |                  |
| René Lévesque (1922–1987) | 1977                |                  |
| Cyril Lignac (* 1977) | 2016                |                  |
| Michael Lonsdale (1921–2020) | 2011                |                  |
| Jacques Lorcey (1938–2019) |                     |                  |
| Jean-Denis Maillart (1913–2004)                                                                                                 |                     |                  |
| René Margotton (1915–2009) |                     |                  |
| Freddy Menahem (1924–2015) |                     |                  |
| Henri Minczeles (1926–2017) |                     |                  |
| Mayao Miyazaki (* 1941) | 2011                |                  |
| Michèle Morgan (1920–2016) | 1967                |                  |
| Edgar Morin (* 1921) | 2012                |                  |
| Nana Mouskouri (* 1934) | 2005                |                  |
| Rafael Nadal (* 1986) | 2015                |                  |
| Garo Paylan (* 1972) | 2018                |                  |
| Gérard Rabaey (* 1948) | 1989                |                  |
| Pierre Rabhi (1938–2021) | 2017                |                  |
| Line Renaud (* 1928) | 2018                |                  |
| Gunnar Riebs (* 1960) |                     |                  |
| Joël Robuchon (1945–2018) | 1988                |                  |
| Sonia Rykiel (1930–2016) | 2012                |                  |
| Pierre Santini (* 1938) | 2012                |                  |
| Konrad Schön (1930–2021) |                     |                  |
| Ettore Scola (1931–2016) | 2012                |                  |
| Association Shams (2015) | 2017                |                  |
| Patti Smith (* 1946) | 2017                |                  |
| Ana Soto | 2019                |                  |
| Germaine Tailleferre (1892–1983)                                                                                                |                     |                  |
| Pierre Tchernia (1928–2016) | 2008                |                  |
| Alain Terzian (* 1949) |                     |                  |
| Albert Tessier (1895–1976) |                     |                  |
| Une couverture pour l’hiver (2015)                                                                                              |                     |                  |
| Zoé Valés (1959) | 2012                |                  |
| Georges Wellers (1905–1991) | 1983                |                  |
| Jean-Pierre Willem |                     |                  |
| Thierry Wirth (* 1947) |                     |                  |
| Peter Meissner (* 1944) | 1981                |                  |
| Louise Schroeder (1887–1957) | 1949                |                  |

## 2019
2019 war beabsichtigt, Carola Rackete und Pia Klemp, die beiden Kapitäninen der Sea-Watch 3, die Médaille de la Ville de Paris in der höchsten Stufe Grand vermeil zu verleihen. Damit sollte „die Solidarität und das Engagement für die Achtung der Menschenrechte gewürdigt werden“. Am 21. August 2019 wurde bekannt, dass Pia Klemp die Auszeichnung ablehnt und die Pariser Bürgermeisterin Anne Hidalgo für ihren Umgang mit Migranten kritisiert.